# Dasia vittata
Dasia vittata is een hagedis uit de familie skinken (Scincidae).

## Naam en indeling
De wetenschappelijke naam van de soort werd voor het eerst voorgesteld door Abraham Carel J. Edeling in 1865. Oorspronkelijk werd de naam Apterygodon vittatum gebruikt. Dasia vittata werd vroeger tot het geslacht Apterygodon gerekend, dat tegenwoordig niet meer wordt erkend. De verouderde wetenschappelijke naam was Apterygodon vittatus. Later werd de soort tot het geslacht Lygosoma gerekend.

## Verspreiding en habitat
De soort komt voor in delen van Azië en leeft in de landen Brunei, Indonesië, Maleisië (Borneo, Sabah, Sarawak). De habitat bestaat uit tropische bossen in laaglanden. Er is enige tolerantie voor door de mens aangepaste streken zoals tuinen en parken.

## Beschermingsstatus
Door de internationale natuurbeschermingsorganisatie IUCN is de beschermingsstatus 'veilig' toegewezen (Least Concern of LC).